# .xxx
.xxxは2011年にIFFOR(International Foundation for Online Responsibility, )により認可されたインターネットポルノ向け（アダルトサイトなど）のトップレベルドメイン。
当初は2004年に申請されたが、2007年3月に却下される。
2008年6月に再申請を行い、2011年3月のICANN理事会で賛成9、反対4、棄権3で承認が決定。同年12月6日に運用が開始された。